# Pelocoetes minimus
Pelocoetes minimus is een zeeanemonensoort uit de familie van de Haliactiidae. De wetenschappelijke naam van de soort is voor het eerst geldig gepubliceerd in 1938 door Panikkar.